# Fontana dello Zodiaco

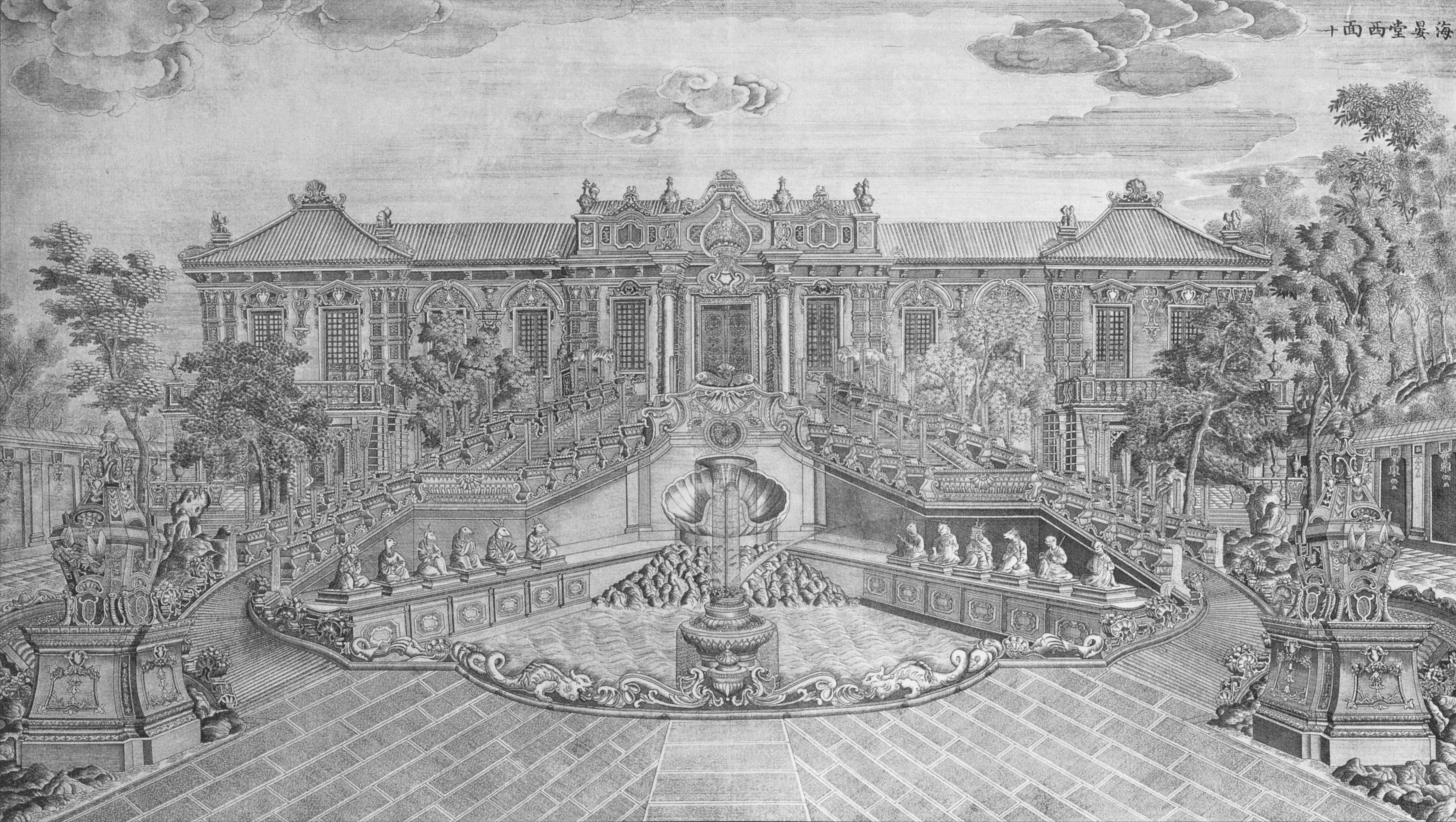
Pechino - Yuanmingyuan - Old Summer Palace (riproduzione dell'epoca)

La fontana dello Zodiaco (cinese: 海晏堂; pinyin: Haiyantang) si trovava a Pechino in uno dei giardini dell'Antico Palazzo d'Estate.

## Storia
La fontana e le 12 statue di corredo rappresentanti animali furono realizzate nel 1744 per l'imperatore Qianlong su progetto di missionari Gesuiti francesi; essi seguirono nel dettaglio anche la fusione delle 12 teste.
Le teste dei 12 animali furono trafugate dall'Antico Palazzo d'Estate durante la Seconda guerra dell'oppio nel 1860.

## Descrizione
La fontana era un orologio progettato in base ai 12 segni zodicali dell'oroscopo cinese. Ogni animale aveva il corpo in pietra e la testa in bronzo. Ogni due ore l'acqua spruzzava automaticamente dalla statua dell'animale corrispondente a quel periodo di tempo. A mezzogiorno in punto l'acqua spruzzava contemporaneamente da tutte e 12 le statue.

## Recupero delle teste
Il recupero delle 12 teste è diventata negli ultimi anni una priorità per la Cina. Lo stato attuale dei recuperi è il seguente:
| Animale         | Anno del recupero | Modalità                                    | Recuperato da          | Costo             |
| --------------- | ----------------- | ------------------------------------------- | ---------------------- | ----------------- |
| 鼠 子, Topo     | 2013              | Asta della collezione di Yves Saint Laurent | Cai Mingchao           | EUR €15 milioni   |
| 牛 丑, Bufalo   | 2000              |                                             | China Poly Group Corp. | USD $980.000      |
| 虎 寅, Tigre    | 2000              |                                             | China Poly Group Corp. | USD $1,98 milioni |
| 兔 卯, Coniglio | 2013              | Asta della collezione di Yves Saint Laurent | Cai Mingchao           | EUR €15 milioni   |
| 龍 辰 Drago     | 2018              | -                                           | -                      | -                 |
| 蛇 巳, Serpente | -                 | -                                           | -                      | -                 |
| 馬 午, Cavallo  | 2007              | Sotheby's Hong Kong                         | Stanley Ho             | USD $8,84 milioni |
| 羊 未, Capra    | -                 | -                                           | -                      | -                 |
| 猴 申, Scimmia  | 2000              | -                                           | China Poly Group Corp. | USD $1,03 milioni |
| 雞 酉 Gallo     | -                 | -                                           | -                      | -                 |
| 狗 戌, Cane     | -                 | -                                           | -                      | -                 |
| 豬 亥, Maiale   | 2003              | -                                           | Stanley Ho             | USD $770.000      |